# Communauté de communes de la Haute Deûle
Die Communauté de communes de la Haute Deûle ist ein ehemaliger französischer Gemeindeverband mit der Rechtsform einer Communauté de communes im Département Nord in der Region Hauts-de-France. Sie wurde am 30. Dezember 1994 gegründet und umfasste fünf Gemeinden. Der Verwaltungssitz befiand sich im Ort Provin. Mit Wirkung zum 14. März 2020 ging der Gemeindeverband in die Métropole Européenne de Lille auf.

## Ehemalige Mitgliedsgemeinden
1. Allennes-les-Marais
2. Annœullin
3. Bauvin
4. Carnin
5. Provin